# 381 Mira
381 Mira (mednarodno ime je 381 Myrrha) je asteroid tipa C (po Tholenu) oziroma tipa Cb (po SMASS) v asteroidnem pasu. 

## Odkritje
Asteroid je odkril francoski astronom Auguste Charlois ( 1864 – 1910) 10. januarja 1894 v Nici. Asteroid je poimenovan po Miri, princesi iz grške mitologije.

## Lastnosti
Asteroid Mira obkroži Sonce v 5,78 letih. Njegova tirnica ima izsrednost 0,095, nagnjena pa je za 12,526° proti ekliptiki. Njegov premer je 120,58 km .